# Tin
Tin je moško osebno ime.

## Izvor imena
Ime Tin je krajša oblika imena izpeljana iz imen Martin, Tine ali Valentin.

## Pogostost imena
Po podatkih Statističnega urada Republike Slovenije je bilo na dan 31. decembra 2007 v Sloveniji 192 oseb z imenom Tin.